# Anderson Emanuel
Anderson Emanuel Castelo Branco Cruz (Luanda, Angola, 9 de abril de 1996), conocido simplemente como Anderson Emanuel, es un futbolista angoleño con nacionalidad portuguesa que juega como centrocampista en el Rio Ave F. C. de la Primeira Liga de Portugal.

## Trayectoria
Nacido en Luanda (Angola) Anderson Emanuel se trasladó a Lisboa (Portugal) a la edad de cuatro años, formándose en la cantera del Varzim S. C., debutando en la temporada 2015-16 en el equipo filial.
El 2 de febrero de 2016, Anderson firmó con el Ourense C. F. (Preferente Autonómica de Galicia), que lo cede hasta el final de la temporada al Verín C. F. (3.ª División). Al finalizar la temporada en angoleño regresó el Ourense C.F., logrando el ascenso a 3.ª División.
El 26 de agosto de 2017 fue cedido por el Ourense C. F. al Club Rápido de Bouzas (2.ªB), donde disputó hasta enero 16 partidos y anotando 2 goles. En el mercado invernal el Deportivo Alavés (1.ª División) fichó para las siguientes cuatro temporadas al angoleño y le cedió al N. K. Rudes (Prva HNL), convenido del club vasco. Tras debutar el 11 de febrero de 2018 en el empate a dos frente al N. K. Lokomotiva, anotó su primer gol en la victoria sobre el N. K. Inter Zaprešić una semana más tarde.
Tras regresar de Croacia, fue cedido al F. C. Sochaux-Montbéliard (Ligue 2), nuevo conjunto convenido del Deportivo Alavés.
En la temporada 2019-20 fue cedido al C. F. Fuenlabrada de la Liga SmartBank la pasada campaña, donde disputó 1541 minutos de juego repartidos en 24 encuentros ligueros y dos más de copa del Rey, con mucho protagonismo en los esquemas del técnico José Ramón Sandoval, anotando además 2 goles.
El 1 de septiembre de 2020 firmó con el Club Bolívar de la Primera División de Bolivia, cerrando su etapa en el Deportivo Alavés tras dos temporadas y media de cesiones y sin haber vestido la zamarra albiazul.
Tras su etapa en Bolivia, en enero de 2021 regresó a Portugal tras firmar con el Rio Ave F. C. hasta junio de 2025.

## Clubes
| Club                      | País     | Año       |
| ------------------------- | -------- | --------- |
| Varzim S. C.              | Portugal | 2015      |
| Verín C. F.               | España   | 2015-2016 |
| Ourense C. F.             | España   | 2016-2017 |
| Club Rápido de Bouzas     | España   | 2017-2018 |
| Deportivo Alavés          | España   | 2018      |
| N. K. Rudes               | Croacia  | 2018      |
| Deportivo Alavés          | España   | 2018      |
| F. C. Sochaux-Montbéliard | Francia  | 2018-2019 |
| Deportivo Alavés          | España   | 2019      |
| C. F. Fuenlabrada         | España   | 2019-2020 |
| Deportivo Alavés          | España   | 2020      |
| Club Bolívar              | Bolivia  | 2020-2021 |
| Rio Ave F. C.             | Portugal | 2021-     |